# Lorado Taft
Lorado Zadoc Taft (Elmwood, 29 aprile 1860 – Chicago, 30 ottobre 1936) è stato uno scultore, scrittore e educatore statunitense.

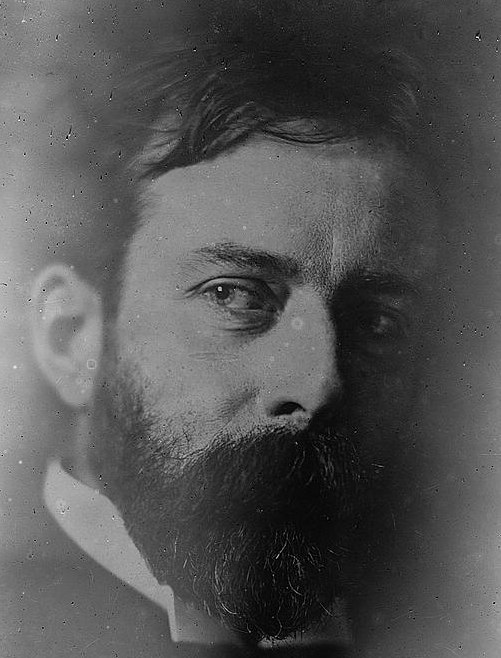
Ritratto fotografico di Lorado Taft.

Tra le sue opere, oltre ad alcuni monumenti e ritratti, sono da ricordare particolarmente le fontane di Paducah (Kentucky) e di Bloomington (Illinois), quelle dei Grandi Laghi e quella del Tempio di Chicago, nonché fontane commemorative a Denver e Washington.

## I primi anni ed il percorso formativo

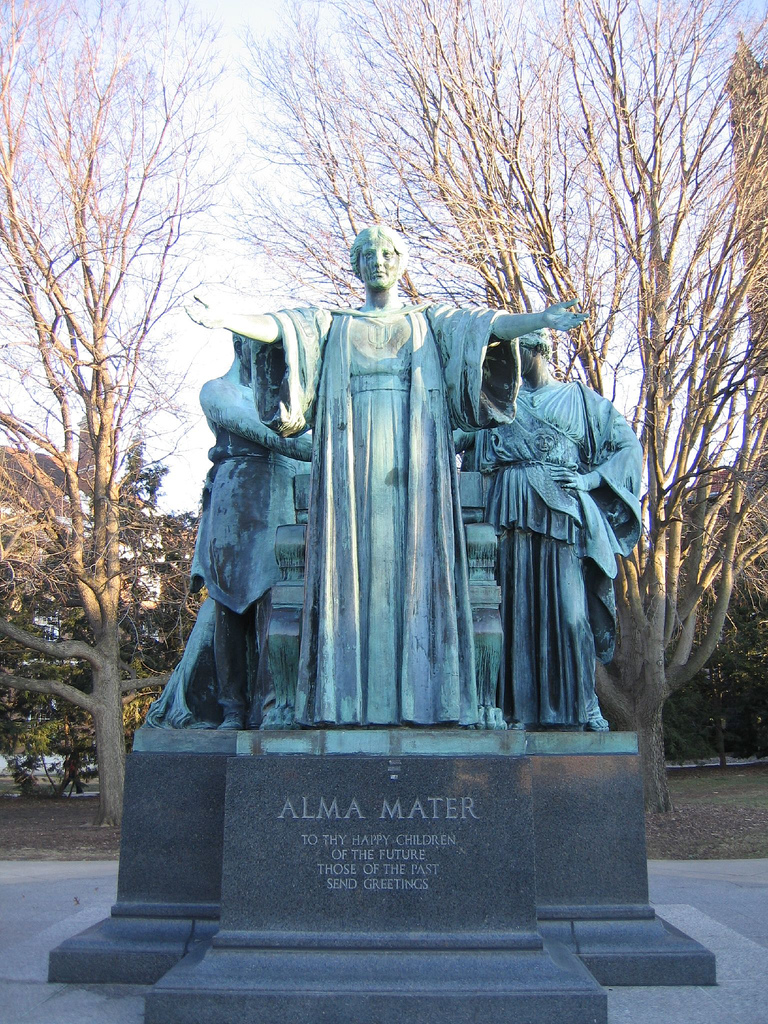
La statua dell'Alma Mater ad Urbana.

Dopo aver ricevuto la prima educazione direttamente in casa dai propri genitori, Taft conseguì il Bachelor nel 1879 ed il Master's degree nel 1880 presso l'Università dell'Illinois, dove il padre insegnava geologia. Nello stesso anno lasciò l'America per trasferirsi a Parigi per studiare l'arte della scultura. Il suo legame con l'Università di Urbana rimase però forte, come testimonia la presenza ancora oggi all'interno dell'ateneo della sua Alma Mater.
A Parigi, Taft frequentò l'École nationale supérieure des beaux-arts, dove ebbe l'occasione di studiare con Augustin-Alexandre Dumont, Jean-Marie Bonnassieux e Jules Thomas. Dopo aver fatto ritorno nel 1886 negli Stati Uniti, si stabilì a Chicago, dove iniziò ad insegnare al locale Istituto d'arte: mantenne tale cattedra fino al 1929.
Nel 1892, mentre la comunità artistica di Chicago era in forte fermento con i preparativi per la World's Columbian Exposition, l'Esposizione Mondiale del 1893, l'architetto capo Daniel Burnham espresse le proprie perplessità a Taft sul fatto che sarebbe riuscito a completare tutti gli elementi scultorei degli edifici in tempo per l'inizio della fiera. Lo scultore chiese allora il permesso di poter impiegare nel cantiere anche alcune sue studentesse come assistenti (era considerato all'epoca fuori dalla decenza il fatto che delle donne potessero operare nell'arte scultorea); Burnham rispose allora con la famosa risposta: Ingaggia chiunque, anche dei conigli bianchi, basta che eseguano il lavoro. Da ciò nacque un gruppo di talentuose scultrici, definito appunto dei White Rabbits, ossia Conigli Bianchi. Facevano parte del sodalizio, tra le altre, Enid Yandell, Carol Brooks MacNeil, Bessie Potter Vonnoh, Janet Scudder, e Julia Bracken.
In seguito, un'altra delle sue ex-studentesse, Francis Loring, sottolineò come Taft utilizzasse anche il talento delle proprie allieve per il prestigio della propria personale carriera: un'osservazione non raramente espressa dagli allievi nei confronti dei propri maestri. Generalmente, comunque, Taft è passato alla storia come un artista che abbia dato il proprio contributo per migliorare lo status delle donne all'interno del mondo dell'arte.
L'attività di Taft non fu interamente assorbita dalla vita urbana: fu anzi membro fondatore, nel 1898, della colonia artistica sulle rive del Rock River, la Eagle's Nest Art Colony.

## Gli anni della maturità
Nel 1903 Taft pubblicò la sua The History of American Sculpture, il primo saggio inerente a tale materia. Per alcuni versi, addirittura, Lorado Taft è fin più famoso per l'importanza dei propri scritti piuttosto che per le sue opere scultoree. La versione aggiornata, pubblicata nel 1925, divenne il riferimento bibliografico principale al riguardo della storia della scultura americana fino ad almeno il 1968, quando Wayne Craven pubblicò il proprio Sculpture in America.
Con il passare degli anni, Taft si specializzò - grazie anche alle sue riconosciute capacità oratorie e ad una scrittura particolarmente eloquente - nella difesa, al fianco di Frederick Ruckstull, del fronte più conservatore della scultura, in contrasto con le tendenze moderniste ed astratte verso cui stava virando la scultura proprio negli anni della sua maturità. Inoltre le lezioni da lui effettuate per il Chataqua ne aumentarono ulteriormente il prestigio e la popolarità.
Nel 1921, Taft pubblicò Modern Tendencies in Sculpture, una raccolta di sue lezioni tenute presso l'Art Institute of Chicago. Il libro continua ad essere considerato ancora oggi un'eccellente pubblicazione inerente alla scultura americana di inizio XX secolo, in grado di offrire anche una visuale, ottenuta da una diversa prospettiva, della coeva scultura europea.
Tra le varie onorificenze conseguite, spicca l'elezione all'allora National Institute of Arts and Letters, oggi noto come American Academy of Arts and Letters. Lorado Taft fu attivo sino agli ultimi giorni della propria vita: una settimana prima di morire, partecipò ancora a Quincy, in Illinois alla cerimonia di inaugurazione di una sua statua dedicata ai dibattiti del 1858 tra Abramo Lincoln e Stephen A. Douglas.

## Opere

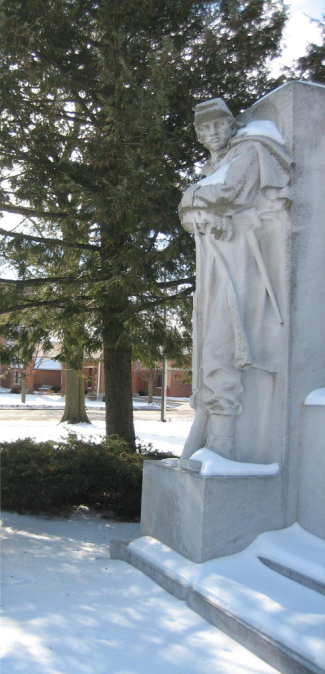
Monumento ai soldati, Oregon, Illinois.

Lorado Taft fu membro della National Sculpture Society e partecipò, nel 1923 e nel 1929 alle due esposizioni curate da tale associazione. Al giorno d'oggi, Taft è principalmente ricordato per le proprie fontane.

### Fontana del Tempo
Dopo più di dodici anni di lavoro, la Fontana del Tempo fu inaugurata, nel 1922, all'estremità occidentale del parco del Midway Plaisance, a Chicago. Basata sui versi del poeta Henry Austin Dobson: "Time goes, you say? Ah no,
Alas, time stays, we go", la fontana mostra una figura ammantata rappresentante il tempo che osserva il flusso dell'umanità scorrere verso il passato.

### Gruppi dei Pionieri e dei Patrioti per il Campidoglio dello Stato della Louisiana
L'ultima delle grandi commissioni che Taft riuscì a portare a termine in vita è rappresentata da due grandi gruppi scultorei per l'ingresso del Campidoglio di Baton Rouge, capitale della Louisiana, inaugurati nel 1932.

### Opere scelte
- Monumento al Generale Ulysses S. Grant Monument, Fort Leavenworth, Kansas, 1889
- Statua del falco nero, Oregon, Illinois
- Monumento ai soldati, Oregon, Illinois
- Fontana del Tempo, Chicago, Illinois
- Heald Square Monument, Chicago, Illinois
- Fontana dei Grandi Laghi, Art Institute of Chicago, Chicago, Illinois
- La solitudine dell'anima, Art Institute of Chicago, Chicago, Illinois
- Student Veteran Memorial, Hillsdale College, Hillsdale, Michigan 1895
- Two Groups, Louisiana State Capitol, Baton Rouge, Louisiana
- Columbus Statue, Washington D.C.
- Graves Memorial, Graceland Cemetery, Chicago, Illinois 1909
- Lawson Monument, the Crusader, Graceland Cemetery, Chicago, Illinois 1931
- Thatcher Memorial Fountain, Denver, Colorado
- Defense of the Flag, Jackson, Michigan
- William A. Foote Memorial, Jackson, Michigan
- Lincoln the Lawyer, Urbana, Illinois
- Alma Mater, University of Illinois
- Chief Paduke Statue, Jefferson Street, Paducah, Kentucky
- The Recording Angel, Forest Mound Cemetery, Waupun, Wisconsin. Aggiunta al Registro Nazionale dei Luoghi Storici nel 1974